# 舂坎角

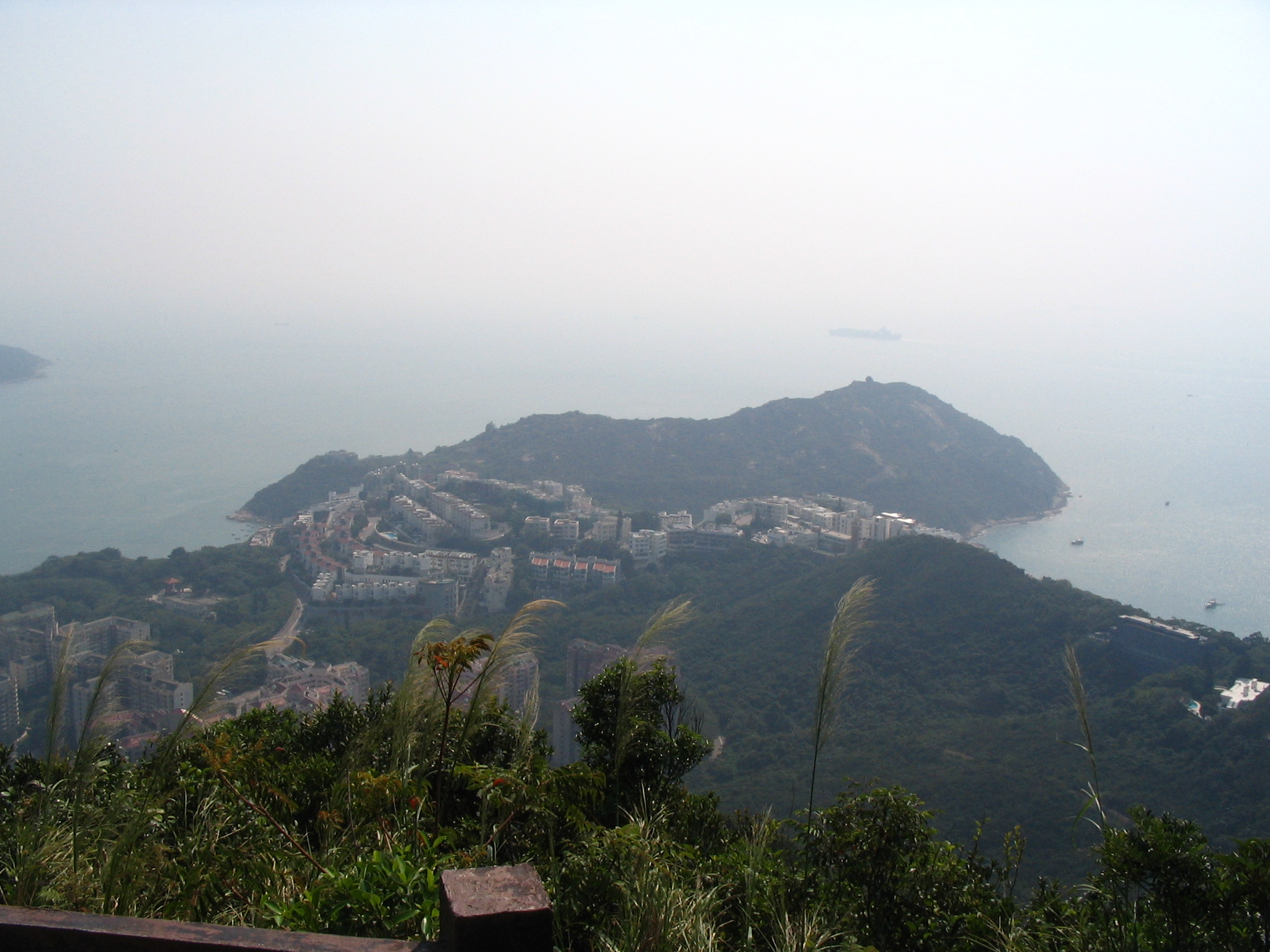
舂坎角

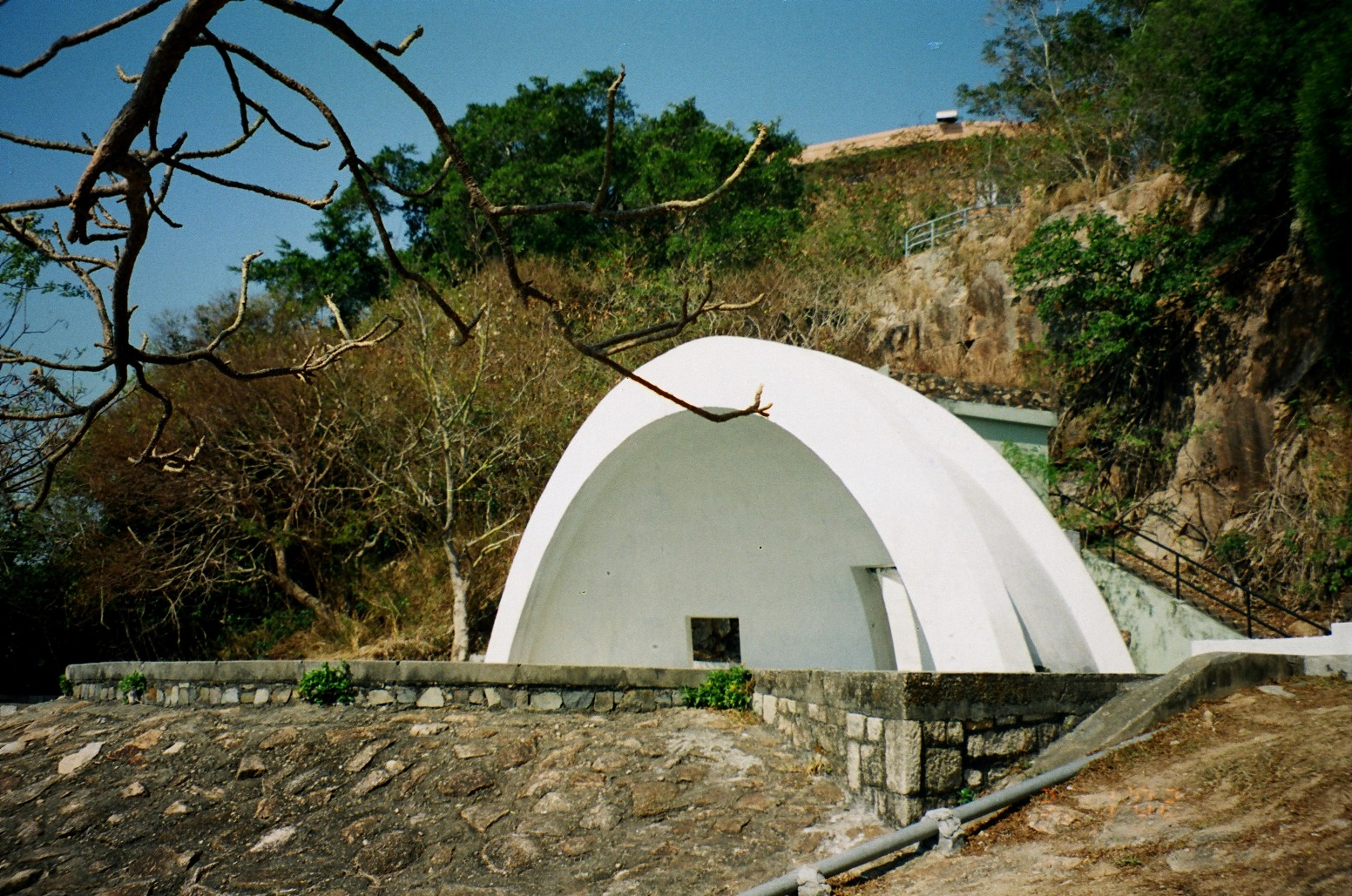
舂坎角炮台

舂坎角（又寫作舂磡角）是香港一個海角，位於香港島南區赤柱西部。連同位於舂坎角的舂坎灣，是香港其中一個燒烤及游泳的勝地。該處亦有不少低密度豪華住宅，及設有炮台（舂坎角炮台）。

## 歷史

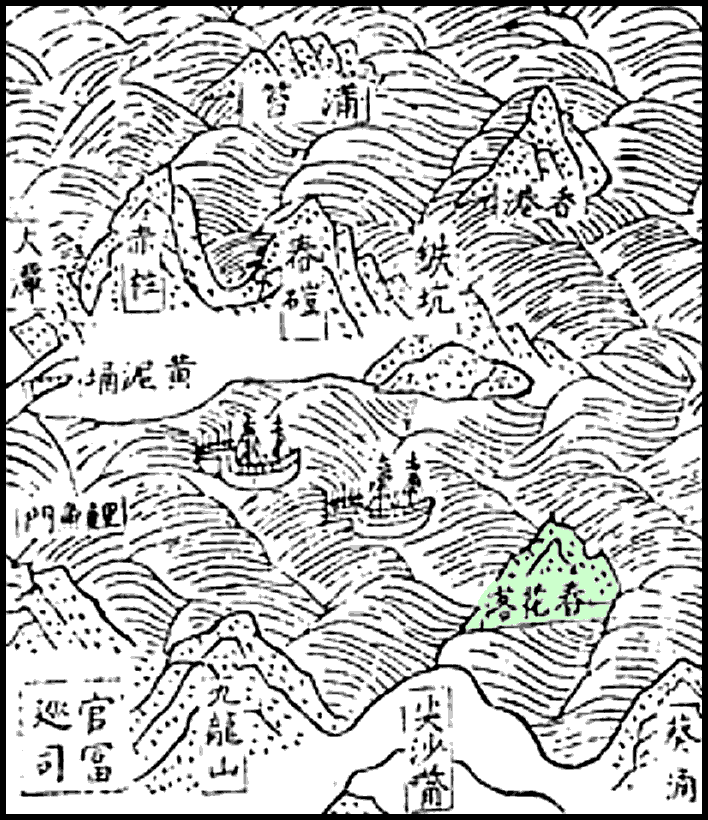
1595年《粵大記．廣東沿海圖》上畫出位於港島南岸的舂磑

舂坎角於明朝萬曆年間的《粵大記》內所載的沿海圖中已有紀錄，當時的名稱是舂磑。
現時舂坎角海灘的港灣在1841年出版的地圖稱Sogcow Bay。到了1845年出版的地圖，舂坎角海灘的海灣則稱West Bay。1896年、1913年的地圖，此灣又被稱為宮魚灣（Kuncu Bay或Kungu Bay）。1923年的地圖開始記載此處名為舂坎灣（Chung Am Wan）。
根據通訊事務管理局辦公室，舂坎角電訊港是香港現時唯一指定用作對外電訊設施的土地，用作建設海底電纜登陸設施及衛星站。現有登陸於舂坎角的電纜系統包括香港新電訊有限公司的本地通訊電纜（New T&T domestic cable route）、新加坡電信旗下 GB21（香港）有限公司的 C2C 通訊電纜網絡–香港段、NEC 的東南亞日本海底光纜系統等。

## 設施
- 舂坎角泳灘
- 舂坎角消防局
- 天主教靜修院

## 區議會議席分佈
為方便比較，以下列表以舂磡角道沿線為範圍。
| 年度/範圍    | 2000-2003      | 2004-2007      | 2008-2011      | 2012-2015      | 2016-2019 | 2020-2023 |
| ------------ | -------------- | -------------- | -------------- | -------------- | --------- | --------- |
| 舂磡角道沿線 | 赤柱及石澳選區 | 赤柱及石澳選區 | 赤柱及石澳選區 | 赤柱及石澳選區 | 海灣選區  | 海灣選區  |

註：以上主要範圍尚有其他細微調整（包括編號），請參閱有關區議會選舉選區分界地圖及條目。

## 外部連結
维基共享资源上的相關多媒體資源：舂坎角